# Reguła Glogera
Reguła Glogera – reguła ekogeograficzna sformułowana w 1833 przez Constantina Wilhelma Lamberta Glogera.
Mówi ona, że ubarwienie ciała zwierząt klimatu chłodnego i suchego jest zazwyczaj jaśniejsze od ubarwienia zwierząt klimatu ciepłego i wilgotnego.